# Salach
Salach település Németországban, azon belül Baden-Württembergben. Lakosainak száma 8272 fő (2023. december 31.).

## Népesség
A település népessége az elmúlt években az alábbi módon változott:
| Lakosok száma | 6507 | 7958 | 7951 | 7983 | 8160 | 8181 | 8272 |
|               | 1975 | 2016 | 2017 | 2019 | 2021 | 2022 | 2023 |